# بادا (سيتا)
بادا (بالروسية: Бада) هي مدينة في مقاطعة زابايكالسكي كراي في روسيا.